# Brackenwood
Brackenwood (dansk: Bregneskov) er titlen på en prisbelønnet animationsserie skabt og animeret af Adam Phillips (kendt som Chluaid eller Bitey's daddy (Biteys far)" på internettet, og hans forum og blog). Serien er under produktion og der kommer stadig flere og flere nye afsnit, episoder og film, lavet som flash animationer. Disse Flash animationer er et af de største hit, og det kan man godt forstå på den flotte grafik, animation og historiefortælling. Serien findes foreløblig kun på engelsk og kører på Phillips' YouTube-kanal, hans egen hjemmeside og på flashportalen Newgrounds.

## Handling
Serien handler om den lille skovplanet ved navn Brackenwood, hvor et væsen ved navn Bitey bor, sammen med en hel række andre fantatiske dyr. Bitey ligner en faun eller en satyr, altså halv ged og halv menneske. Da han var lille vågnede han op i et kæmpe gødende træs indre. Det var et kæmpe globetræ. Et stort træ med et kuppelformet, gennemsigtigt glødende og hult kammer, som dets fod. Bitey vågnede op til synet af flere forskellige af Brackenwoods dyr. Han forlod globetræet, og blev kort adopteret af en Morrug-familie. Men ondsindet efterlod de ham i skoven da moderen fødte en af sine egne slags. Og nu gik Bitey rundt alene. Men pludselig kom sorte flyvende væsener tæt på ham, og jagtede ham. Men Bitey var for hurtig og løb, og løb. Og i løbet af de mange år med sorg og ensomhed over ikke at være sammen med sin art, udviklede Bitey sig til at være ond og grusom. I virkeligheden er Bitey den sidste Dashkin, en næsten uddød art af de hurtigste væsener i verden, altså på Brackenwood. Flere af historierne omhandler andre vigtige personer som Brackenwoods heks Lemonee Wee, den alfelignende Bingbong og andre interessante karakterer og dyr, som befolker Brackenwood.

## Miljø
Serien foregår på den fiktive lille planet, Brackenwood, og ser ud til at være en smule inspireret af Irsk mytologi (feer), kryptozoologi (yeti/bigfoot-væsner kaldet "morruger"), og andre væsner der bygger på serie-skaberens egen fantasi. Planeten er fyldt med smuk skov og græsstepper, og fordi planeten er så lille, ville en person kunne gå fra pol til pol på under på en måned. Planeten er et paradis af græs, skov og jungle, og den er fyldt med væsner, og arter der ikke engang er blevet opdaget endnu.

### Skoven
Brackenwoods mest fremtrædende træk er dens skov. Skoven har ingen ende, og planteliv er den mest alsidige og varierede form for liv. Næsten enhver form for planteliv er i stand til at udvikle sig, trives og kan blive fundet et sted på planetens overfladen. Skoven er fyldt med vilde arter af væsner, og nogle af dem er ikke engang fundet endnu. Nogle af mest kendte plantearter i Brackenwood-serien inkluderer:
- Whispering Tree: (dansk: Hvisketræ) Hvisketræer har glat bark og vokser i krogede former. Overfladen er spækket med små huller, som får træerne til at "hviske" i vinden. Hvisketræer er også et paradis for enhver der søger tilflugt fra YuYuer, da de ikke kan tåle dens hvisken. Under et vejrfænomen, unikt på Brackenwood, der bliver kaldt en musikstorm, skriger hvisketræer bogstavelig talt, hvilket gør dem farlige at være i nærheden af.

- Stairway Tree: (dansk: Trappetræ) Den måde dette træs lemmer er arrangeret om dets stamme ligner et vindeltrappe, hvilket gør det nemt at klatre op i toppen. De er også nogle af de højeste træer i skoven. Fra et trappetræ har man fremragende udsigt, hvorfra man nemt kan pejle.

- Globe Tree: (dansk: Globetræ) Disse træer understreger græsmarkerne. De vokser i alle størrelser og er hjemsted for mange væsner på grund af deres hule kupler og meget rummelige interiører. De vokser i fuld sollys med en smule gennemsigtig træ. Deres form afspejler også den meste lyd, hvilket gør globetræer til sikre, rolige og gode hjem i enhver slags vejr, især musikstorme.

### Vind
Et karakteristisk aspekt ved Brackenwood er det vejr, der bliver kaldt musikbrisen (engelsk: musical breeze), en blød, beroligende musik, der bliver båret med på nogle af planetens vinde. Det begynder som en klokkes klingen eller en lille fugls trillen, og efterhånden opbygges den besynderlige, til tider hjemsøgende melodi. Oprindelse af musikken er et mysterium.
Nogle gange er vindende tavse, så musikken bliver ikke altid hørt. Mens musikbriser er beroligende, er musikstorme langt fra. De er en øredøvende og gruelig kakofoni af kolliderende noter og forstemt hylen. Denne storm gør ikke skade på ørerne, men gør i stedet en sindssyg.
Musikstorme frembringer også "vandbolcher", som er små kugler af stærkt komprimeret vand med en hård, gennemsigtig skal ikke større end en knytnæve. Når de bliver slået eller udsat for pludselig chok, udvides de til ni gange deres oprindelige størrelse. Kun vandbolcher der lander i vandområder forbliver ikke chokerede: vandbolcher i fuld størrelse bliver opløst i løbet af tre dage, og frigiver hermed vand, der er sundt for livet på Brackenwood. Derfor bliver vandbolcher ofte fodret til sjældne eller syge planter, for at hjælpe dem. De kan også indtages på samme måde som kæbeknusere, gennem et lille hul skåret i skallen for at forhindre potentielt farlige udvidelser på grund af chok. Vandet inden i siges at smage godt og helbrede alle smerter. Ifølge Lemonee Wee, kaldes de også "stormæg".

## Personer
- Bitey: – Den sidste Dashkin i verden. Han er det hurtigste væsen i verden, men hans sorg og ensomhed over at være blevet kasseret har gjort ham ondsindet og grusom. En anden grund er at han ingen forældre har som kan lære ham meningen med venlighed og barmhjærtighed.
- Bingbong: – Det stærkeste væsen i verden. Han ved det ikke, og fordi han er en lille dreng der bare elsker sjov og ballade, for hans styrke mange gange ham rodet ind i alverdens problemer.
- Lemonee Wee: – Brackenwoods heks og vogter af skoven. Hun kan kaste store besværgelser og bruge vandmagi. Hun er det sidste der er tilbage af en næsten uddød kultur, og er den eneste beskyttelse mod skyggevæsenerne, som YuYuen, som Brackenwood har tilbage.
- Auld Sage: (dansk: Den Gamle Vismand, "auld" er den skotske udgave af ordet "old", eller "gammel") – En meget gammel, og meget hårløs Bigfoot/Morrug. Til trods for Bigfoot'ernes dumhed er den Gamle Vismand det viseste og klogeste væsen på Brackenwood.

Flere karakterer og personer vil nok træde frem senere i serien.

## Afsnit
- Bingbong of Brackenwood: (dansk: Bingbong fra Brackenwood) I dette afsnit bliver vi introduceret til personen Bingbong, det stærkeste væsen på Brackenwood. Han møder et par Feer, danser med dem, men gør dem overodentlige trætte.
- Auld Sage: (dansk: Den Gamle Vismand) Det korteste Brackenwood-afsnit. Her introduceres Vismand, der synger et unavngivet bonusnummer fra bandet Coldplays album "Parachutes".
- Bitey of Brackenwood: (dansk: Bitey fra Brackenwood) I dette afsnit bliver vi introduceret til Bitey, en af de vigtigste personer i serien. Et grussomt og ondsindet faun/satyr-lignende væsen.
- Prowlies at the River: (dansk: Prowlier ved floden) I dette afsnit beslutter Bitey sig for at få sig en dukkert i floden, og noget af drikke. Men desværre ender det med at finder ud af at der bliver tisset i vandet.
- LittleFoot: (dansk: LilleFod) Bitey møder en fortabt lille Bigfoot/Morrug. Det er for farligt at være helt alene ude på Brackenwoods græslande.
- The YuYu: (dansk: YuYu'erne) Forsættelsen og konklusionen til LilleFod. I dette afsnit bliver Bitey jagtet af "skyggefolket" YuYu'erne. Eller YuYu skyen som den også bliver kaldt.
- Watterlollies: (dansk: Vandbolcher) Bitey møder Den Gamle Vismand ved vandet, mens Den Gamle Vismand er i færd med at indsamle Vandbolcher i en kurv. Bitey stjæler den, og æder bolcherne. Men hvad Bitey ikke ved er at Vandbolcher puster sig op når de bliver skræmt, og han bliver langsom og for ondt i maven.
- The Last of the Dashkin: (dansk: Den sidste Dashkin) I dette afsnit, for vi omsider at vide hvem Bitey egentlig er, og hvor han kommer fra. Eller rettere noget af historien. Han er den sidste Dashkin, en næsten uddød art.

### Brackenwood Wildlife Documentary Series
Offentliggjort i 2016, er præmissen bag Brackenwood Wildlife Documentary series, eller BWDS, at hvert afsnit er en kort animeret kortfilm, med en speaker, der beskriver de forskellige dyr på Brackenwood, i stil med BBCs dyredokumentarer.
Det første afsnit, som omhandler fatsacks, blev udgivet den 22. juni, 2016. Det andet afsnit, som i øjeblikket er i produktion, vil omhandle prowlies. Det tredje, som ikke er i produktion endnu, vil omhandle de bigfoot-lignende Morrugs.
- Fatsack (udgivet 22. juni, 2016) (dansk: Tyksak)
- Prowlies (dansk: Prowlier)

- Morrugs (dansk: Morruger)

De følgende afsnit, i ingen bestemt rækkefølge, er blevet offentliggjort.
- Blood-Coats (dansk: Blodkåber)
- Chisel-Lizards (dansk: Mejselfirben)
- Giribus
- Mood Birds (dansk: Humørfugle)
- Dandeants (dansk: Bøttemyrer)
- Feathergnats (dansk: Fjermyg)
- Umbrellaflies eller Petalflies (dansk: Paraplyfluer eller Blomsterfluer)

## Brackenwoods fremtid

### Fremtidig planlagte afsnit
- The Last of the Dashkin 2 (dansk: Den sidste Dashkin 2) Adam Phillips offentliggjorde i 2016, at han var begyndt med at arbejde på fortsættelsen til The Last of the Dashkin på Newgrounds.com med en teaser-trailer, hvor Bitey løber gennem et træklædt område i slow-motion, med Lemonee Wee flyvende efter sig. I 2017 offentliggjorde Phillips et computerspil-projekt kaldet Dashkin, som var en genoplivelse af et tidligere aflyst spilprojekt af samme navn. Spillet kommer til at være en fortsættelse af The Last of the Dashkin, men det vides ikke, om der stadig kommer til at være en kortfilm.

Phillips har tidligere sagt, at han har planer om at lave en officiel titelsekvens til serien, og han gav også en liste over mulige fremtidige episoder, men idéerne til disse specifikke afsnit er siden blevet droppet. Titlerne på afsnittene, som Phillips gav, var:
- Busting: (dansk: Busted) Bitey skal tisse, men overalt hvor han går, er der nogen til stede.
- Helpful Bingbong: (dansk: Hjælpsomme Bingbong) Da Bingbong finder en række af væsener i nød, prøver han at rede lidt for hårdt, at rede hver enkel.
- Birthday Present: (dansk: Fødselsdagsgaven) Lemonee Wee giver Den Gamle Vismand en fortryllet gave.
- Lemonee Wee, The Brackenwood Witch (dansk: Lemonee Wee, Brackenwoods heks) I hendes egen episode, er dette en introduktion til Lemonee Wee. Vi tager sammen med hende til mange glimt af en dag i livet for Brackenwoods heks.
- Bitey versus Bingbong (dansk: Bitey mod Bingbong) For første gang nogensinde, mødes Bingbong og Bitey. Bingbong er glad for at have fundet en ny bedste ven, og Bitey er glad for at have fundet en udfordring.

### Spil
To computerspil med titlen Dashkin er blevet forsøgt produceret og er blevet droppet af Adam Phllips. Første forsøg var et spil lavet i Adobe Flash, i samarbejde mellem Phillips og programmøren Sean McGee tilbage i 2012, men de kasserede projektet, da de ikke kunne finde tid til at arbejde sammen længere, og de oplevede, at Flash ikke kunne trække de ting, som de havde lavet til spillet.
Nogle år senere mødte Adam phillips programmøren Kirk Sexton, mens de begge to havde arbejdet for Electronic Arts, hvor Sexton var server-engineer. Spillet skulle have været en fortsættelse til historien i kortfilmen The Last of the Dashkin, og første del af spillet, et multiplayer-mode som fungerede som boldspil, blev udviklet og udgivet 23. december 2017. Planen var at begynde på selve hoveddelen af spillet, et singleplayer story mode, men Phillips opdagede pludselig, at der ikke var stemning for at det blandt Sexton og de andre få programmører, der havde hjulpet projektet hertil. Phillips følte, at han var blevet givet nogle halve sandheder, og efter hans mening var planen altid, at spillet skulle have været historien om Bitey, den eneste af sin slags, og han og Lemonee Wees kamp mod YuYu'erne. Udover dette var det multiplayer-mode, de lavede, ikke passende på grund af netop dette. I midt 2018 kasserede de projektet, og Phillips begyndte endnu engang at producere The Last of the Dashkin 2, men denne gang kombinerede han 3D-delen, han havde lært at bruge under udviklingen af Dashkin, og alle baggrunde i fremtidige episoder og Brackenwood-film kommer til at have 3D-baggrunde, men stadig med 2D-animerede personer. Det var planen at spillet skulle have været udgivet på Steam i midt-2018, og senere måske på Nintendo Switch.

### Bøger
Flere bøger der bygger på Brackenwoods univers er under udvikling Adam Philips.

### Tegneserier
En tegneserie er også under udvikling af Adam Philips.

### Filmatiseringer
Planen for en filmatisering af Brackenwood blev bekendtgjort søndag den 9. september, 2007 på Phillips' internetblog Woodenblog. Sammen, har Adam Phillips og hans eks-Disneykolega og ven fra Los Angeles skrevet en synopsis af filmen, en såkaldt outline.